# Sorex stizodon
Sorex stizodon — вид роду мідиць (Sorex) родини мідицевих.

## Поширення
Країни поширення: Мексика. Цей вид відомий тільки з типового місцезнаходження та ісп. Reserva Ecológica Huitepec в штаті Чьяпас. Мешканець вологих гірських лісів. 

## Загрози та охорона
Розвиток сільського господарства і збезлісення є основними загрозами.